# Nicolas III d'Opava
Nicolas III d'Opava (allemand : Nikolaus III. von Troppau; tchèque : Mikuláš III. Opavský; né vers 1343/1350 – 9 juillet 1394 fut duc d'Opava de 1367 à 1377 et duc de Głubczyce (en allemand: Leobschütz) de 1377 jusqu'à sa mort.

## Biographie
Nicolas III d'Opava est un membre de la lignée des  Přemyslides de Silésie. Il est le fils du duc 
Nicolas II d'Opava et sa deuxième épouse, Hedwige († 1359), une fille du duc Conrad Ier d'Oleśnica († 1366).
Après la mort de son père en  1365, Nicolas III et ses trois demi-frères règnent conjointement sur leur héritage comme corégents. En 1367, cependant leurs possessions sont divisées: l'ainé Jean Ier, reçoit le duché de Racibórz héritage de son oncle maternel, pendant que les trois cadets, Nicolas III, Venceslas Ier et Przemko/Přemysl Ier continuent à régner conjointement sur la duché d'Opava. En 1377, Opava est divisé  Nicolas III et Venceslas Ier régnent conjointement sur le nouveau duché de Głubczyce et Přemysl Ier règne sur le duché d'Opava.
Nicolas III doit faire face en permanence à une situation financière difficile et il est contraint d'engager ses possessions de la région de Głubczyce, Zlaté Hory, Hlučín et Krzanowice à son oncle maternel Conrad II d'Oels. Nicolas III meurt célibataire et sans enfant en 1394. Son jeune frère Přemysl Ier lui succède dans les domaines restants de la région de Głubczyce.

## Source de la traduction
- (en) Cet article est partiellement ou en totalité issu de l’article de Wikipédia en anglais intitulé « Nicholas III, Duke of Opava » (voir la liste des auteurs).